# Disperze (vlnění)

Průchod světla hranolem způsobí, že každá barva z něho vyjde v jiném úhlu, vzniká tak duha.

Disperze je závislost fázové rychlosti šíření vlny (vlnění) na její frekvenci. Nejznámějším příkladem je pravděpodobně duha, která vznikne, když disperze způsobí částečné rozdělení bílého světla na složky kvůli rozdílné vlnové délce jednotlivých barev.
{\displaystyle \omega =\omega (k)}